# 伊塔纳格拉
伊塔纳格拉（葡萄牙語：Itanagra）是巴西巴伊亚州的一个市镇。总面积452.375平方公里，总人口6711人，人口密度14.8人/平方公里。